# Lip

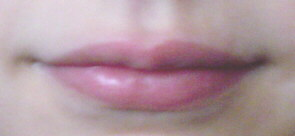
Vrouwenlippen

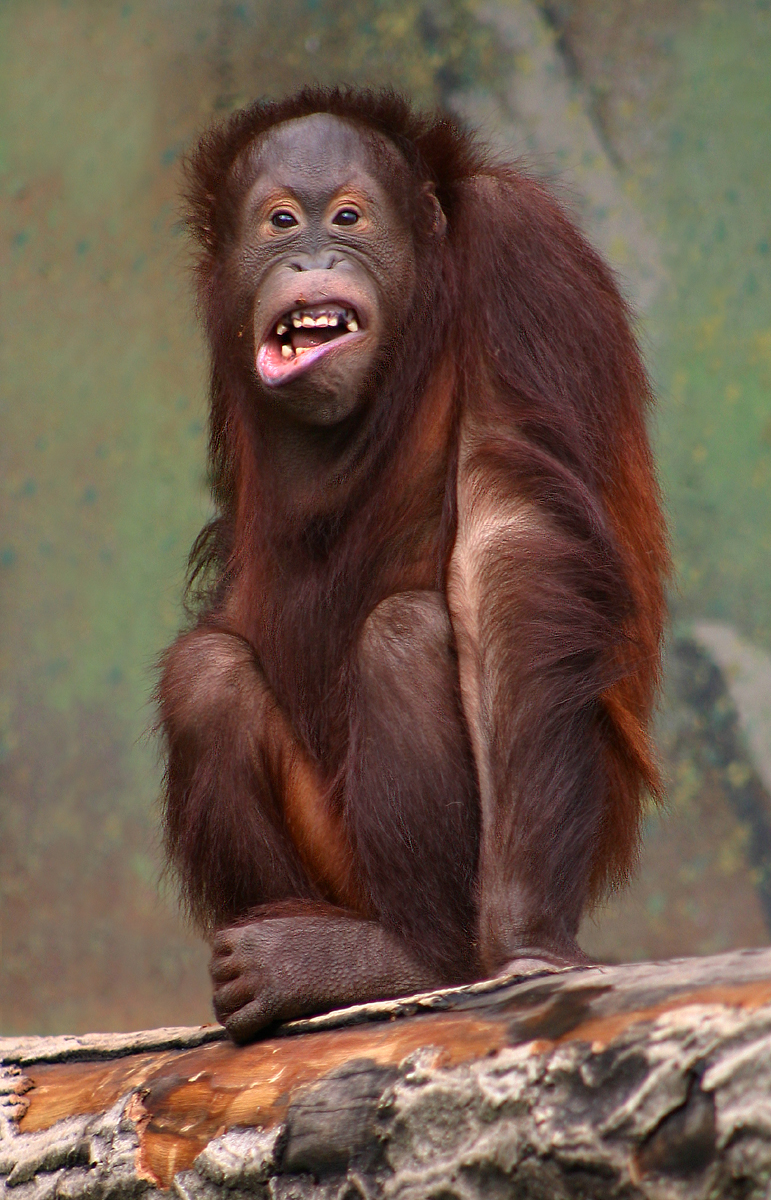
Een orang-oetan beweegt zijn lippen

De lippen (Latijn: labia oris) zijn de gevoelige en vlezige buitenste delen van de mond of bek.

## Bij de mens
Ze zijn aan de binnenkant door middel van lipbandjes (ook lipriempjes of frenula) verbonden met het tandvlees van de kaken. Soms is het bovenste lipbandje te lang en reikt het tot tussen de fronttanden. Hierdoor ontstaat er een frontaal diasteem (= spleet tussen de fronttanden). In dat geval moet het lipbandje ingekort worden. Deze ingreep wordt frenulectomie genoemd.
De lippen spelen een belangrijke rol bij het spreken, maar ook bij de uitdrukking van het gezicht. Ook bij het zoenen spelen de lippen vanzelfsprekend een belangrijke rol. De lippen zijn dan ook zeer gevoelig, doordat de huid zeer dun is. Dat heeft ook tot gevolg dat het bloed door de lippen zichtbaar is, waardoor de lippen een rode tint hebben. Bij droge of schrale lippen kan er lippenbalsem gebruikt worden.
Bij het spelen van een muziekinstrument zoals de trompet wordt de toon gevormd door de spanning van de lippen.
Veel vrouwen gebruiken lippenstift, een type cosmetica om kleurstof op de lippen aan te brengen.

### Lippathologie
- Cheilitis
- Cheilognathopalatoschisis
- Cheiloschisis of hazenlip (schisis)
- Herpes simplex of koortslip
- Mucocele of cheilitis glandularis
- Perlèche of cheilitis angularis

## Bij dieren
Bij andere zoogdieren dan de mens vervullen de lippen een gelijksoortige functie: ze vergemakkelijken het zogen en dienen hoofdzakelijk voor voedselopname en als tastorgaan. Verder ondersteunen zij de mimiek: zo ontbloot een hond bij het aannemen van een dreigende houding zijn tanden door zijn lip op te trekken.